# Aníbal Delgado Fiallos
José Aníbal Delgado Fiallos (18 de septiembre de 1936 - 28 de diciembre de 2013) fue un economista, analista político, profesor y político de Honduras.

## Movimiento estudiantil
Nacido en 1936 en la ciudad de Siguatepeque en el departamento de Comayagua; Delgado Fiallos pasó su juventud como activista en el movimiento estudiantil, en la lucha para lograr la autonomía universitaria. Fue uno de los fundadores del Frente de Reforma Universitaria (FRU) en la década de 1950. También fue un activista del Partido Liberal de Honduras. Durante el golpe de Estado que derrocó a Ramón Villeda Morales, Delgado Fiallos fue detenido, junto a otros políticos.
Delgado Fiallos se graduó de Licenciado en Economía por la Universidad Nacional Autónoma de Honduras (UNAH) y un master en licenciatura en Ciencias Políticas y Sociales de la Facultad de Filosofía y Letras de la Universidad de La Habana.

## Frente Patriótico
Delgado Fiallos fundó y dirigió el Frente Patriótico Hondureño, una coalición de organizaciones progresistas activas a principios de 1980.

## Director de INA y candidato presidencial
Tomó parte en las primarias presidenciales del Partido Liberal antes de las elecciones generales de 1997. Se desempeñó como director del Instituto Nacional Agrario (INA), entre 1998 y 2002.

## Golpe de Estado de 2009
Delgado Fiallos se opuso a la "Cuarta Urna" propuesto por el presidente Manuel Zelaya Rosales, pero se opuso al golpe de Estado que destituyó a Zelaya de la administración. Él participó en las protestas en la calle en la ciudad de San Pedro Sula contra el golpe de Estado, se identificó como parte de la resistencia, pero no se unió al partido Libre lanzado por Zelaya.